# Albert Brewer
Albert Preston Brewer (Bethel Springs, Tennessee, 1928. október 26. – Birmingham, Alabama, 2017. január 2.) amerikai politikus, Alabama állam kormányzója (1968–1971).

## Élete
Brewer a Tennessee állambeli Bethel Springsben született. A University of Alabama-n szerzett jogi végzettséget. 1950-ben házasságot kötött Martha Fraserrel. Felesége 56 évnyi házasság után 2006-ban hunyt el.
1954 és 1966 között az Alabamai Képviselőház tagja volt három cikluson át. 1962 és 1966 között a képviselőház szóvívője is volt. 1962-ben 34 évesen lett a képviselőház történetének legfiatalabb szóvívője.
1967. január 16. és 1968. május 7. Alabama alkormányzója volt, mikor George Wallace korábbi kormányzó felesége Lurleen Wallace volt a kormányzó az államban. 1968. május 7-én Lurleen Wallace 41 évesen elhunyt és Brewer lett a kormányzó. Ezt a posztot 1971. január 18-ig töltötte be, amikor ismét George Wallace lett a kormányzó.